# The Adventure of the Pickpocket
The Adventure of the Pickpocket è un cortometraggio muto del 1914 diretto da Charles M. Seay.
Ottavo episodio del serial Octavius, the Amateur Detective.

## Produzione
Il film - girato a Coney Island - fu prodotto dalla Edison Company.

## Distribuzione
Distribuito dalla General Film Company, il film - un cortometraggio in una bobina - uscì nelle sale cinematografiche statunitensi il 17 agosto 1914.